# Stock Generation
Stock Generation (SG) — сайт віртуальної фондової біржі, який працював у 1998—2000 роках, вважається найбільшою та найвідомішою фінансовою пірамідою в історії Інтернету. На Stock Generation була можливість торгувати акціями віртуальних компаній за допомогою реальних грошей. Реклама обіцяла величезний прибуток.

## Історія
Компанія Stock Generation Ltd була зареєстрована на початку 1998 року на островах у Карибському морі як організатор азартних ігор та мала відповідну ліцензію. Власником була вказана Оксана Павлюченко — колишня співробітниця МММ, двоюрідна сестра дружини Сергія Мавроді, якій на той момент було 18 років.
Після реєстрації на сайті stockgeneration.com треба було поповнити рахунок. Для цього пропонувалось надіслати на адресу компанії чек мінімум на 50 доларів, які відображались як баланс клієнта. Щоб зняти гроші з рахунку та отримати їх, потрібно було написати листа з вимогою надіслати чек на обрану суму за вказаною адресою.
Наприкінці 1999 року клієнти почали відчувати труднощі під час продажу віртуальних акцій. Нарешті, 2000 року «ринок» зазнав краху. 20 березня 2000 року компанія Stock Generation в односторонньому порядку призупинила виконання всіх заявок на зняття коштів та різко знизились залишки на рахунках учасників по всіх компаніях, крім привілейованої (пояснювали це застосуванням «Правила № 13» для рахунків усіх учасників). Через два тижні Stock Generation оголосила зворотний спліт акцій «для підвищення прибутковості компанії», застосовуючи «Правило № 18». Це спричинило падіння цін на акції нижче рівня 1/100000 від їхніх попередніх значень. Акції, які були «гарантовані» від зниження вартості, були знецінені від 50 % до 95 %. Приблизно у той же час співробітники Stock Generation перестали відповідати на запити клієнтів про повернення коштів, але як і раніше реєстрували нових клієнтів через веб-сайт.
Клієнти почали скаржитися до офіційних органів. Комісія з цінних паперів і бірж США подала позов до окружного суду США в штаті Массачусетс, зазначивши, що «віртуальна біржа» була насправді фінансовою пірамідою, але за порушення законодавства про цінні папери не вдалось притягнути до відповідальності засновників та реальних власників Stock Generation. Суд виніс рішення на користь Stock Generation, заявивши, що на сайті адекватно описується ринок як «гра», а не засіб для інвестицій, ліцензія на організацію азартних ігор у Stock Generation була. Апеляційний суд першого округу США пізніше скасував початкове рішення, заявивши, що «можливість інвестувати в привілейовані акції, описана на сайті SG, є запрошенням укласти інвестиційний контракт, що підпадає під юрисдикцію федеральних законів про цінні папери».
Сайт було закрито 1 червня 2000 року. За офіційними даними постраждало близько 275 тис. осіб (переважно громадяни США та Західної Європи). За неофіційними даними постраждалих кілька мільйонів. В інтерв'ю 2007 року Сергій Мавроді стверджував, що забороняв росіянам грати на Stock Generation, щоб його не притягнули до відповідальності в Росії. Хоча при реєстрації не були потрібні паспортні дані, тому складно було б визначити, де дійсно мешкає клієнт.
Пов'язані зі створенням Stock Generation події Сергій Мавроді описує у художньому творі «Піраміда-2».

## Характер операцій
На сайті Stock Generation дозволялось торгувати акціями 11 віртуальних компаній. Кожна з цих компаній мала свою назву та логотип, але найчастіше використовувався просто порядковий номер.
Компанії з 1 по 8 вважались призначеними для «ігрових» (спекулятивних) цілей, ціни на їх акції йшли вгору та вниз у випадковому порядку. Наявність цих 8 компаній надалі стала підставою наполягати в суді, що на сайті Stock Generation була лише азартна онлайн гра, а не фактична фондова біржа або будь-який інший інвестиційний бізнес, на який поширюються вимоги законодавства про цінні папери.
9-а компанія була «привілейованою», для неї «гарантувалося» постійне зростання ціни акцій. Спочатку дохідність визначалось на рівні 10 % на місяць (215 % на рік), але пізніше вона знизилась до 7 % на місяць (125 % на рік). На початку квітня 2000 року Stock Generation, незважаючи на всі попередні гарантії, встановила вартість привілейованих акцій на рівні 5 % від їх попереднього значення.
Компанії 10 та 11 обіцяли щомісячний дохід 50 % та 100 % (пізніше 40 % та 70 %), відповідно. Але попереджалось, що ціни на ці акції могли різко впасти на 50 % для компанії № 10 і навіть на 100 % (аж до 0) для компанії № 11. Таке застереження (записане як «Правило № 18») було ще одним обґрунтуванням у майбутньому суді того, що на сайті Stock Generation пропонувалася азартна гра, а не інвестиційний проект.
Протягом більшої частини гри «Правило № 18» не було задіяне. Натомість застосовувалось «Правило № 13», яке дозволяло Stock Generation скоротити окремі баланси рахунків клієнтів шляхом перерахунку їх, начебто всі кошти клієнта були вкладені лише в «привілейовану» компанію № 9. Таким чином, користувач, який вирішив інвестувати 50 доларів (мінімальний внесок під час реєстрації або бонус за залучення нового клієнта) в акції компанії № 11, почекав протягом року, а потім намагався вивести все відразу, то він спершу міг бачити баланс 204 800 доларів (100 % на місяць), який коригувався до 157 доларів (10 % на місяць) і його історія угод починала відображати, що він вклав усі свої кошти в акції компанії № 9, а не компанії № 11.
«Правило № 13» дозволяло Stock Generation уникнути масових 5- або 6-значних вилучень, що дозволило системі працювати більше 2 років, при тому, що ціни на акції за цей час зросли в 10000 разів (у попередника — МММ — приблизно за 6 місяців ціна акцій збільшилась «лише» у 127 разів). Судячи зі скарг клієнтів Stock Generation, «Правило № 13» стало широко застосовуватися на початку 2000 року, коли кількість та суми заявок на зняття стали збільшуватись.
20 березня 2000 року «Правило № 13» було застосовано для облікових записів усіх клієнтів. «Правило № 18» вперше було застосовано через два тижні. Ціна акцій фірми № 10 була скорочена вдвічі. Акції компанії № 11 зазнали зворотного спліту (злиття) з розрахунку 1 до 10000, з фактичним падінням ціни нижче ніж 1/100000 від її попередньої вартості (від понад 1 долар за акцію до 0,10 долара за «нову» акцію, рівну 10000 попередніх). У той же день Stock Generation знизили ціну акцій компаній № 9 з 16,90 до 0,84 доларів, що стало явним порушенням власних правил, які «захищали» ці акції від зниження вартості.
Сайт Stock Generation продовжував працювати протягом декількох тижнів після цього, пропонуючи дохідність до 150 % на місяць, але подальші юридичні проблеми призвели до зупинення сайту 1 червня 2000 року.

## Офіційне розслідування
Цей розділ написано на основі публічної інформації Апеляційного суду США.
Веб-сайт «Stock Generation» пропонував можливість придбати онлайн акції одинадцяти різних «віртуальних компаній», перерахованих на сайті «віртуальної біржі». Stock Generation довільно встановлювала котирування кожної з цих уявних компаній раз на два тижні та гарантувала, що інвестори можуть купити чи продати будь-яку кількість акцій за обумовленими цінами без верхнього обмеження на суму коштів.
Скаргу Комісії з цінних паперів та бірж було зосереджено, зокрема, на операціях з акціями «привілейованої компанії». Stock Generation радив потенційним покупцям звернути «особливу увагу» на ці акції, переконуючи їх, що це «гра без ризику», що акції привілейованої компанії незмінно дорожчатимуть. Заявлялося, що ціна на акції привілейованої компанії підтримується власниками Stock Generation, тому вона постійно лише збільшуватиметься, в середньому на 10 % щомісяця (це приблизно 215 % річних). Щоб збільшити довіру та розвіяти занепокоєння, Stock Generation публікувала майбутні ціни акцій привілейованої компанії за один місяць наперед.
Хоча Stock Generation і визнали, що зниження цін на акції було теоретично можливе, але запевняли потенційних клієнтів, що «відповідно до правил, ціна акцій привілейованої компанії в принципі не може впасти більш ніж на 5 %». Для підтвердження цієї заяви говорилось, що акції у привілейованій компанії були підтримані кількома різними джерелами доходів. Відповідно до заяв Stock Generation, приплив капіталу від нових клієнтів забезпечував ліквідність для існуючих клієнтів, які, можливо, забажають продати свої пакети віртуальних акцій. Також Stock Generation пообіцяла виділити частину прибутку, отриманого від діяльності сайту, до спеціального резервного фонду, призначеного для підтримки ціни акцій привілейованої компанії. Stock Generation стверджувала, що доходи складали з чотирьох джерел: (1) 1,5 % комісійного збору з кожної угоди, що проводилась на віртуальній біржі; (2) Спреда під час торгівлі віртуальними акціями; (3) «розумне маніпулювання» цінами на акції восьми інших віртуальних компаній, що торгуються на віртуальній біржі; (4) право Stock Generation на торгівлю акціями трьох інших віртуальних компаній (у тому числі привілейованої компанії). Як додаткову страховку від негараздів, Stock Generation посилалась на наявність додаткових засобів стабілізації, які могли б бути використані для забезпечення безперервного функціонування віртуальної біржі.
Сайт Stock Generation містив списки «великих переможців», повідомлення та відгуки від нібито задоволених учасників, описи програм стимулювання та нагород, спрямованих на залучення нових учасників (наприклад, заява про те, що за це платитимуть «20, 25 або 30 % від суми перших трьох платежів залучених учасників») та створення партнерських сайтів.